# Бугари, Риккардо
Риккардо Бугари (итал. Riccardo Bugari; род. 6 февраля 1991 года, Сан-Бенедетто-дель-Тронто, Италия) — итальянский конькобежец, серебряный призёр в командном забеге IV-го этапа Кубка мира по конькобежному спорту сезона 2017/2018. Участник зимних Олимпийских игр 2018 года.

## Биография
Риккардо Бугари родился в городе Сан-Бенедетто-дель-Тронто, провинция Асколи-Пичено, Италия. Его отце Ромоло выступала за команду Италии на чемпионатах мира и Европы по роллер спорту. Именно он и отдал Риккардо с детства заниматься катанием на роликах. Со временем он также представлял Италию на юношеских чемпионатах мира по роллер спорту. На данный момент тренируется на базе конькобежного клуба «CP Pine». За его подготовку в национальной сборной отвечает известный конькобежец и тренер — Маурицио Маркетто.
Единственная на данный момент медаль в активе Бугари была получена во время IV-го этапа Кубка мира по конькобежному спорту 2017/2018 года, что проходил в американском городе — Солт-Лейк-Сити. 8 февраля 2018 года на Олимпийский овале Юты в командном забеге среди мужчин итальянская команда финишировала второй с результатом 3:36.54 (+0.10), обогнав соперников из Новой Зеландии (3:36.79 (+0.35) — 3-е место), уступив первенство команде из Канады (3:36.44 — 1-е место).
На зимних Олимпийских играх 2018 года Риккардо Бугари дебютировал в командной гонке. 21 февраля 2018 года на Олимпийском Овале Каннына в командной гонке среди мужчин итальянская команда в финале С заняла пятое место и могла продолжать борьбу за медали, но при просмотре повтора забега судьи обнаружили, что Бугари пересёк разрешительную линию и тем самым значительно сократил себе дистанцию. После этого команда Италии была дисквалифицирована и дальнейшую борьбу продолжила команда Японии. В итоговом зачёте итальянцы заняли 6-е место.